# Фліндерс (річка)
Фліндерс (англ. Flinders River) — найдовша річка австралійського штату Квінсленд.